# سرطان (بلد الوليد)
سَرَطان هي بلدية تقع في مقاطعة بلد الوليد وقشتالة وليون بإسبانيا. وفقًا لتعداد عام 2004 (INE) بلغ عدد سكان البلدية 2115 نسمة.

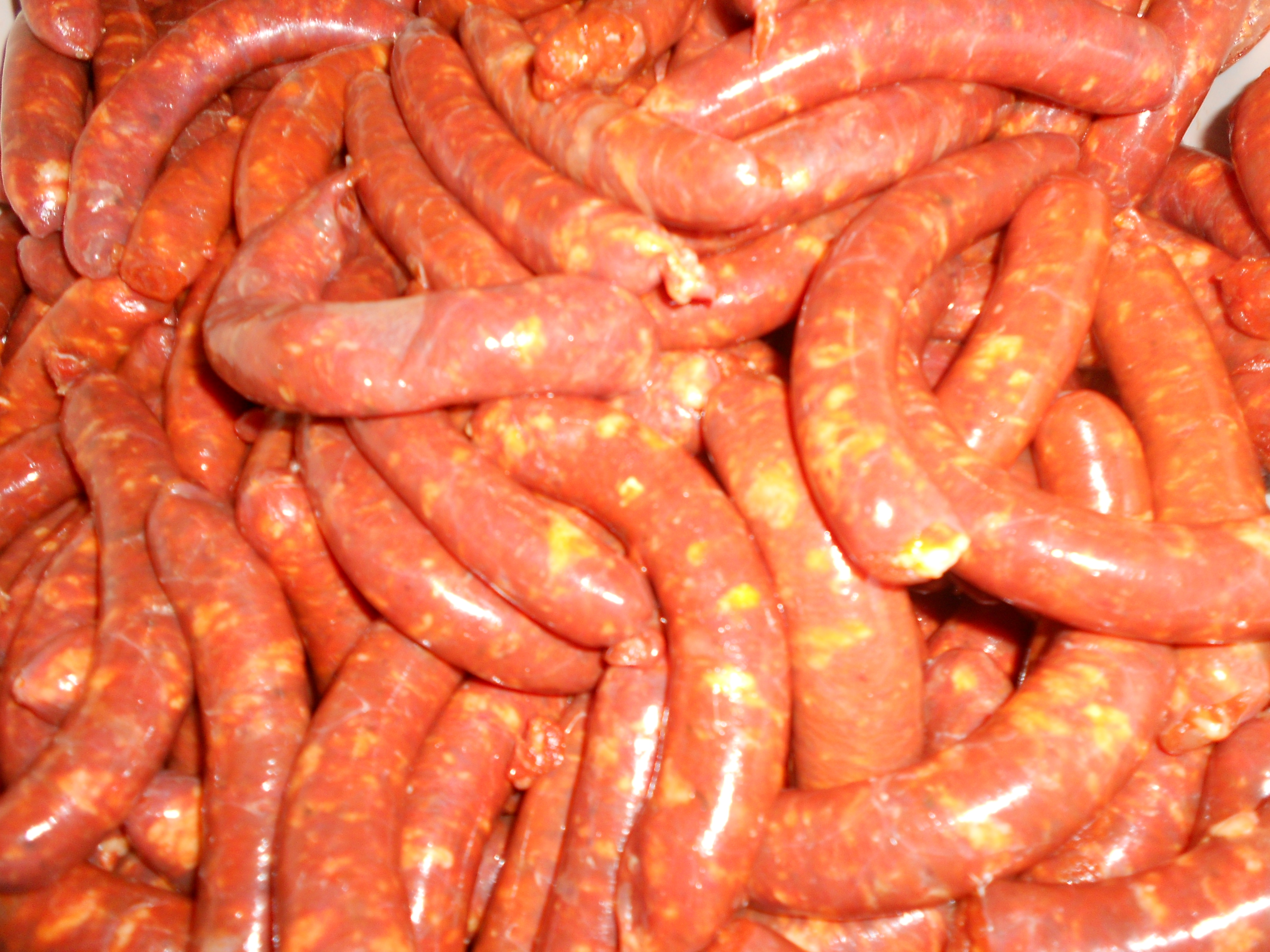
النقانق الحمراء والبيضاء من سرطان.